# Victor von Ebner
Anton Gilbert Victor von Ebner, Ritter von Rofenstein (ur. 4 lutego 1842 w Bregencji, zm. 20 marca 1925 w Wiedniu) – austriacki anatom i histolog. 

## Życiorys
W 1866 otrzymał tytuł doktora medycyny na Uniwersytecie Wiedeńskim, potem został profesorem histologii i embriologii na Uniwersytecie w Grazu (1873), i profesorem histologii w Wiedniu (1888).

## Dorobek naukowy
Obok prac z dziedziny medycyny, zajmował się też botaniką i zoologią. Jego nazwisko jest upamiętnione w dość rzadko dziś używanych eponimach histologicznych: 
- gruczoły Ebnera (typ gruczołów śluzowych języka)
- linie Ebnera: widoczne na preparatach histologicznych zębiny i cementu
- siateczka Ebnera: sieć komórek w kanalikach nasiennych.

## Prace
- Untersuchungen über den Bau der Samencanälchen und die Entwicklung der Spermatozoiden. Leipzig, 1871.
- Die acinösen Drüsen der Zunge. Graz, 1873.
- Über den feineren Bau der Knochensubstanz. Sitzungsbericht der kaiserlichen Akademie der Wissenschaften. Mathematisch-naturwissenschaftliche Classe (1875)
- Mikroskopische Studien über Wachstum und Wechsel der Haare. Sitzungsbericht der kaiserlichen Akademie der Wissenschaften. Mathematisch-naturwissenschaftliche Classe (1876).
- Untersuchungen über die Ursachen der Anisotropie organisierter Substanzen. Leipzig, 1882.
- Über den feineren Bau der Skelettheile der Kalkschwämme. Sitzungsbericht der kaiserlichen Akademie der Wissenschaften. Mathematisch-naturwissenschaftliche Classe (1887)
- Histologie der Zähne. W: Julius Scheff: Handbuch der Zahnheilkunde. Leipzig-Wien, 1890.
- Über den Bau der Chorda dorsalis der Fische. Sitzungsbericht der kaiserlichen Akademie der Wissenschaften. Mathematisch-naturwissenschaftliche Classe (1896)